# یوری شاهمرادف
یوری آرسنی شاهمرادف (ارمنی: Յուրի Ավանեսի Շահմուրադով؛ روسی: Юрий Аванесович Шахмурадов) ۲۷ فوریه ۱۹۴۲ ) کشتی‌گیر سابق و مربی کشتی آزاد ارمنی اهل شوروی/روسیه. شاهمرادف یکی از  پرافتخارترین مربیان کشتی آزاد تاریخ به شمار می‌رود.

## زندگی‌نامه
شاهمرادف در سال ۱۹۴۲ در خانواده‌ای ارمنی در جراکان دیده به جهان گشود. در ۶ سالگی  به همراه خانواده‌ به اورجونیکیدزه در اوستیای شمالی مهاجرت کرد و کشتی را در آنجا آغاز کرد. در سال ۱۹۶۲ وارد دانشگاه ماخاچ‌قلعه در داغستان شد و توانست تکنیک‌های کشتی خود را زیر نظر مربی پرافتخار، آرمناک هاراپتیان، ارتقا دهد. شاهمرادف بین سال‌های ۱۹۶۶ تا ۱۹۷۲ عضو تیم ملی شوروی بود. طی این مدت توانست در مسابقات قهرمانی اروپا در سال‌های ۱۹۶۶، ۱۹۶۷، و ۱۹۶۹ِ و همچنین در مسابقات جهانی ۱۹۷۰ ادمونتون به عنوان قهرمانی دست یابد. علاوه‌بر‌این، در این دوران پنج عنوان قهرمانی در سطح ملی کسب کرد.
در سال ۱۹۷۲ در ۳۰ سالگی به عنوان سرمربی تیم ملی کشتی آزاد شوروی انتخاب شد و تا سال ۱۹۸۱ این سمت را برعهده داشت. تیم شوروی تحت هدایت او در دو المپیک مونترآل و مسکو ۱۲ مدال طلا کسب کرد. شاهمرادف پس از این دوران به عنوان قائم‌مقام کمیته‌ی ورزش‌های رزمی شوروی انتخاب شد و در این سمت به کارهای تحقیقاتی مشغول شد. در دهه‌ی ۱۹۹۰ بار دیگر وارد عرصه‌ی مربی‌گری شد. بین سال‌های ۹۳-۱۹۹۱ مربی‌‌ تیم ملی ترکیه؛ از ۱۹۹۳ تا ۱۹۹۵ مربی تیم ملی ایتالیا؛ و در سال‌های ۹۶-۱۹۹۵ سرمربی تیم روسیه بود. در سال ۲۰۰۲ پس از بازگشت به داغستان مربیگری را در این خطه‌ی کشتی‌خیز ادامه داد. شاهمرادف در آوریل ۲۰۱۲ مربی تیم ملی زنان روسیه شد. ناتالیا ووروبیوا در این المپیک توانست با هدایت شاهمرادف اولین نشان طلای تاریخ روسیه در کشتی زنان را به گردن بیاویزد. 

## المپیک ۱۹۶۸
شاهمرادف در المپیک ۱۹۶۸ مکزیکوسیتی در وزن ۷۸ کیلوگرم در ترکیب تیم ملی شوروی حضور داشت و پس از سه پیروزی، در مسابقهٔ چهارم  در حالی‌که ۲-۷ از حریف فرانسوی خود، دانیل روبن، پیش بود، تنها سه ثانیه مانده به پایان مسابقه سه‌اخطاره شد و کشتی را واگذار کرد. شاهمرادف در مورد این اتفاق می‌گوید:
«همه‌چیز برای همه روشن بود. روژه کولن، رئیس وقت و قدرتمند فیلا هم شاهد برگزاری این مسابقه بود. طبیعتاً او مایل بود که هموطن خودش پیروز شود و فوراً هم این را به همه نشان داد. طبق پروتکل مسابقات بنا بود که مسابقه‌ی من و روبن روی یکی از تشک‌های کناری برگزار شود. وقتی که من و حریفم برای مسابقه به روی تشک رفتیم، با هم دست دادیم و آماده‌ی مبارزه شدیم، اطرافیان روژه کولن آمدند و خواستند که مسابقه روی همان تشکی انجام شود که رئیس فیلا روبروی آن نشسته است. همین جریان کافی بود تا داوران بفهمند که چگونه باید در آن مسابقه قضاوت کنند... اعتراف می‌کنم که دوست ندارم این واقعه دردآور را که من را از گرفتن مدال المپیک محروم کرد به یاد بیاورم. دوست ندارم تقصیر را به گردن داوران بیندازم و هر حرفی را در این مورد بیهوده می‌دانم. اگر قوی باشی و از حریفت برتر، نباید هیچ بهانه‌ای به دست داوران بدهی تا به ضرر تو سوت بزنند. من در دیدارهایی که پیش از آن روبروی همان حریف فرانسوی داشتم، اینگونه عمل کرده بودم و بدون استثنا پیروز شده بودم؛ البته باید در المپیک هم همینطور جلوی او کشتی می‌گرفتم.»